# 拖鞋牡蠣
是牡蠣目牡蛎科牡蛎属的一种。

## 分佈
主要分布于越南、南海、马来西亚、韩国、中国大陆、台湾，出现于潮下带至水深30米左右，生活在水深15-30米左右的浅海，有时会出现在低潮线下数米处。

## 外部連結
- 維基物種上的相關：拖鞋牡蠣